# 科洛格里夫
58°50′N 44°20′E / 58.833°N 44.333°E
科洛格里夫 （俄语：Кологри́в）是俄羅斯科斯特羅馬州北部的一個城市，位於溫扎河畔，距科斯特羅馬東北339公里。2002年人口3,700人。
16世紀首見於文獻，1778年設市。